# Nagyhasú csikóhal
A nagyhasú csikóhal (Hippocampus abdominalis) a sugarasúszójú halak (Actinopterygii) osztályába a pikóalakúak (Gasterosteiformes) rendjébe és a tűhalfélék (Syngnathidae) családjába, valamint a  csikóhalak (Hippocampus) nemébe tartozó faj.

## Előfordulása
Ausztrália és Új-Zéland körüli tengerekben él.

## Megjelenése
35 cm hosszúra nő meg.

## Életmódja
Tápláléka az apró rákok sorából kerül ki.